# Mamalahoe
Māmalahoe, ou Lei da Pá Lascada (também traduzido como Lei do Remo Lascado), é um preceito na lei Havaiana, originado com o Rei Kamehameha I em 1797. A lei, "Deixe todo idoso, mulher e criança deitar à beira da estrada em segurança," é consagrada na Constituição Havaiana, Artigo 9, Seção 10, e se tornou um modelo para a lei dos direitos humanos moderna em relação ao tratamento de civis e outros não-combatentes durante tempos de batalha.  Foi criada quando Kamehameha lutava em Puna, Havaí.  Enquanto perseguia dois pescadores (provavelmente com a intenção de matá-los), sua perna ficou presa no recife, e um dos pescadores, Kaleleiki, acertou-lhe a cabeça com um remo, que quebrou em pedaços.  Por sorte, Kamehameha conseguiu escapar. Anos depois, o mesmo pescador foi levado à presença de Kamehameha.  Ao invés de ordenar sua execução, Kamehameha afirmou que o pescador estava apenas protegendo sua terra e família, e então a Lei da Pá Lascada foi formada. 
A lei completa original de 1797 em Havaiano:
Māmalahoe Kānāwai:

E nā kānaka,

E mālama ‘oukou i ke akua

A e mālama ho‘i ke kanaka nui a me kanaka iki;

E hele ka ‘elemakule, ka luahine, a me ke kama

A moe i ke ala

‘A‘ohe mea nāna e ho‘opilikia.

Hewa nō, make.— Kamehameha I

## Tradução para o português
Lei da Pá Lascada:

O, meu povo,

Honra teu Deus;

Respeita tanto [o direito de] homens grandes e de humildes;

Deixa que nossos velhos, nossas mulheres, e nossas crianças

Se deitem para dormir à beira da estrada

Sem medo de se machucar.

Desobedeça, e morra.
(Tradução realizada a partir da tradução do original havaiano para o inglês atual.)